# Братство якудзи: Війна кланів
«Братство якудзи: Війна кланів» — кінофільм режисера Такасі Мііке, що вийшов на екрани в 2001 році.

## Зміст
Японська мафія – якудза, є найзначнішим кримінальним феноменом у світі і являє собою майже легальну структуру. Усередині якудзи існує жорсткий ієрархічний порядок. Однак у ті моменти, коли відбувається переділ сфер впливу, як у випадку з кланами Шіраме і Йокомідзо, окремі особистості, такі як відчайдушний та зухвалий гангстер Куніхіко, можуть вийти з ієрархічного підпорядкування і відновлювати справедливість на власний розсуд.

## Ролі
| Актор          | Роль |
| -------------- | ---- |
| Дайсаку Акіно  | -    |
| Мікі Кертіс    | -    |
| Йошіюкі Даїчі  | -    |
| Кенічі Ендо    | -    |
| Хакуро         | -    |
| Масато Ібу     | -    |
| Рендзі Ісібасі | -    |
| Акіко Кана     | -    |
| Масая Като     | -    |
| Ая Кавамура    | -    |

## Знімальна група
- Режисер — Такасі Мііке
- Сценарист — Сігенорі Такеті
- Продюсер — Фуджіо Мацусима, Есіхіро Масуда, Хітокі Оокосі
- Композитор — Кодзі Ендо